# Чемпіонат світу з футболу 1930 (група 4)
Змагання у Групі 4 чемпіонату світу з футболу 1930 року проходили з 13 липня 1930 по 20 липня 1930 року. У групі змагалися три команди — збірні США, Парагваю та Бельгії. За регламентом світової першості до її півфіналів виходили лише переможці кожної з чотирьох груп групового етапу. Переможцем, і відповідно учасником плей-оф, у Групі 4 стала збірна США, яка виграла обидва свої матчі з однаковим рахунком 3:0.

## Турнірне становище
| Команда  | І | В | Н | П | Г+ | Г- | РГ | О |
| -------- | - | - | - | - | -- | -- | -- | - |
| США      | 2 | 2 | 0 | 0 | 6  | 0  | +6 | 4 |
| Парагвай | 2 | 1 | 0 | 1 | 1  | 3  | −2 | 2 |
| Бельгія  | 2 | 0 | 0 | 2 | 0  | 4  | −4 | 0 |

## Матчі

### США — Бельгія
| 13 липня 1930 15:00 UYT (UTC−3:30) |

| США                             | 3–0      | Бельгія |
| ------------------------------- | -------- | ------- |
| Макгі 23' Флорі 45' Петноуд 69' | Протокол |         |

| Естадіо Парк Сентраль, Монтевідео Глядачів: 18,346 Арбітр: Хосе Масіас (Аргентина) |

| ВР               | 1  | Джиммі Даглас   |
| ЗХ               | 2  | Александер Вуд  |
| ПЗ               | 3  | Енді Олд        |
| НП               | 4  | Барт Макгі      |
| НП               | 5  | Берт Петноуд    |
| ПЗ               | 6  | Біллі Гонсалвес |
| ЗХ               | 7  | Джордж Мургаус  |
| ПЗ               | 8  | Джим Браун      |
| ЗХ               | 9  | Джиммі Галлахер |
| ЗХ               | 10 | Рафаель Трейсі  |
| НП               | 11 | Том Флорі (к)   |
| Головний тренер: |    |                 |
| Роберт Міллер    |    |                 |

| ВР               | 1  | Арнольд Баджу   |
| ПЗ               | 2  | Огюст Геллеманс |
| НП               | 3  | Бернар Воргоф   |
| НП               | 4  | Фердінанд Адамс |
| НП               | 5  | Жак Мьошаль     |
| НП               | 6  | Ян Дідденс      |
| ПЗ               | 7  | Жан де Клерк    |
| НП               | 8  | Луї Версейп     |
| ЗХ               | 9  | Нік Гойдонкс    |
| ПЗ               | 10 | П'єр Брен (к)   |
| ЗХ               | 11 | Теодор Наувенс  |
| Головний тренер: |    |                 |
| Гектор Гутінк    |    |                 |

| Бокові арбітри: Франсіско Матеуччі (Уругвай) Альберто Варнкен (Чилі) |

### США — Парагвай
| 17 липня 1930 14:45 UYT (UTC−3:30) |

| США                   | 3–0      | Парагвай |
| --------------------- | -------- | -------- |
| Петноуд 10', 15', 50' | Протокол |          |

| Естадіо Парк Сентраль, Монтевідео Глядачів: 18,306 Арбітр: Хосе Масіас (Аргентина) |

| ВР               | 1  | Джиммі Даглас   |
| ЗХ               | 2  | Александер Вуд  |
| ПЗ               | 3  | Енді Олд        |
| НП               | 4  | Барт Макгі      |
| НП               | 5  | Берт Петноуд    |
| ПЗ               | 6  | Біллі Гонсалвес |
| ЗХ               | 7  | Джордж Мургаус  |
| ПЗ               | 8  | Джим Браун      |
| ЗХ               | 9  | Джиммі Галлахер |
| ЗХ               | 10 | Рафаель Трейсі  |
| НП               | 11 | Том Флорі (к)   |
| Головний тренер: |    |                 |
| Роберт Міллер    |    |                 |

| ВР                 | 1  | Модесто Деніс           |
| НП                 | 2  | Ауреліо Гонсалес        |
| НП                 | 3  | Дельфін Бенітес Касерес |
| НП                 | 4  | Діохенес Домінгес       |
| ПЗ                 | 5  | Еусебіо Діас            |
| ПЗ                 | 6  | Франсіско Агірре        |
| ЗХ                 | 7  | Хосе Міракка            |
| НП                 | 8  | Ліно Нессі              |
| НП                 | 9  | Луїс Варгас Пенья (к)   |
| ЗХ                 | 10 | Квітеріо Ольмедо        |
| ПЗ                 | 11 | Ромільдо Ечеверрі       |
| Головний тренер:   |    |                         |
| Хосе Дюранд Лагуна |    |                         |

| Бокові арбітри: Мартін Афестегі (Уругвай) Анібаль Техада (Уругвай) |

### Парагвай — Бельгія
| 20 липня 1930 15:00 UYT (UTC−3:30) |

| Парагвай         | 1–0      | Бельгія |
| ---------------- | -------- | ------- |
| Варгас Пенья 40' | Протокол |         |

| Естадіо Сентенаріо, Монтевідео Глядачів: 12,000 Арбітр: Рікардо Вальяріно (Уругвай) |

| ВР                 | 1  | Педро Бенітес           |
| НП                 | 2  | Ауреліо Гонсалес        |
| НП                 | 3  | Дельфін Бенітес Касерес |
| ПЗ                 | 4  | Еусебіо Діас            |
| НП                 | 5  | Херардо Ромеро          |
| НП                 | 6  | Ліно Нессі              |
| НП                 | 7  | Луїс Варгас Пенья (к)   |
| ЗХ                 | 8  | Квітеріо Ольмедо        |
| ЗХ                 | 9  | Сальвадор Флорес        |
| ПЗ                 | 10 | Сантьяго Бенітес        |
| ПЗ                 | 11 | Транквіліно Гарсете     |
| Головний тренер:   |    |                         |
| Хосе Дюранд Лагуна |    |                         |

| ВР               | 1  | Арнольд Баджу   |
| ПЗ               | 2  | Огюст Геллеманс |
| НП               | 3  | Фердінанд Адамс |
| НП               | 4  | Жерар Дельбек   |
| ЗХ               | 5  | Генрі де Декен  |
| НП               | 6  | Жак Мьошаль     |
| НП               | 7  | Ян Дідденс      |
| НП               | 8  | Луї Версейп     |
| ЗХ               | 9  | Нік Гойдонкс    |
| ПЗ               | 10 | П'єр Брен (к)   |
| ЗХ               | 11 | Теодор Наувенс  |
| Головний тренер: |    |                 |
| Гектор Гутінк    |    |                 |

| Бокові арбітри: Хосе Масіас (Аргентина) Домінго Ломбарді (Уругвай) |